# Mifroma
Die Mifroma SA mit Sitz in Ursy war ein auf die Käseverarbeitung spezialisiertes Schweizer Unternehmen. Als Tochtergesellschaft des Migros-Genossenschafts-Bundes kaufte es die Käse bei den Vertragsproduzenten in der Schweiz und im Ausland ein und übernahm anschliessend deren Lagerung und Veredelung. Zu den wichtigsten Käse zählten Greyerzer, Emmentaler, Parmesan und Raclette. Mifroma gehörte zu den 500 grössten Unternehmen in der Schweiz. Im Jahr 2023 wurde das Unternehmen in die Elsa Group fusioniert.

## Geschichte
Das Unternehmen wurde 1964 durch Pierre Arnold und Jean Pasquier als Käsebetrieb zur Veredelung von Greyerzer gegründet. Später übernahm Mifroma schrittweise die regionale Käseverarbeitung der Migros. 1999 wurde Mifroma SA Teil der ELSA-Mifroma Gruppe. Ab 2003 war Mifroma für das gesamte Käsesortiment der Migros verantwortlich. Dieses umfasste Käse für den Detail- sowie für den Grosshandel. Über ihre seit 1993 bestehende französische Tochtergesellschaft Mifroma France SA exportierte sie auch in die Europäische Union und nach Übersee. 2010 wurde die Tochtergesellschaft Mifroma USA für Exporte in die Vereinigten Staaten gegründet.
2004 wurde die Käserei von Moudon, welche in der Produktion von Weichkäse tätig war, übernommen und der Standort 2010 geschlossen. 2008 übernimmt die Mifroma-Gruppe die Dörig Käsehandel AG aus Wittenbach SG. 2013 wurde die Bergsenn AG übernommen. Im selben Jahr wurde bekannt, dass der Produktionsstandort Untervaz geschlossen werden soll und die Sennaria Surselva in Disentis für 16 Jahre gepachtet werde. Im Juni 2016 wurde bekannt, dass der Produktionsstandort Savognin per Ende Jahr geschlossen werde. Die Produktion soll in Disentis gebündelt werden. Per 1. Januar 2018 wurde die Fusion mit der Dörig Käsehandel AG vollzogen. Im Jahr 2023 wurde die Mifroma SA in die Elsa Group fusioniert.
Mifroma beschäftigte rund 220 Mitarbeiter und erwirtschaftete 2008 einen Umsatz von 355,3 Millionen Schweizer Franken. Mifroma war Mitglied bei der IG Bio.

## Leitung (1964–2023)
Quelle: Archiv für Agrargeschichte

### Präsidenten des Verwaltungsrats
- Pierre Arnold, 1964–1977
- Darius Weber, 1977–1984
- Eugen Hunziker, 1984–1987
- Jean Pasquier, 1987–1996
- Anton Scherrer, 1997–2000
- Gisèle Girgis-Musy, 2000–2001
- Jakob Knüsel, 2002–2008
- Walter Huber, 2008–2019
- Armando Santacesaria, 2019–2023

### Direktoren
- Jean Pasquier, 1964–1987
- Jean-Claude Rossier, 1987–1999
- Oswald Kessler, 1999–2004
- Gilles Oberson, 2004–2011
- Matthew Robin, 2011–2023